# Agapetus artesus
Agapetus artesus är en nattsländeart som beskrevs av Ross 1938. Agapetus artesus ingår i släktet Agapetus och familjen stenhusnattsländor. Inga underarter finns listade i Catalogue of Life.